# Phaenolabrorychus
Phaenolabrorychus är ett släkte av steklar. Phaenolabrorychus ingår i familjen brokparasitsteklar.
Kladogram enligt Catalogue of Life:
| Phaenolabrorychus | \| \| Phaenolabrorychus almendaresi \| \| \| \| \| \| Phaenolabrorychus anisitsi \| \| \| \| |
|                   | \| \| Phaenolabrorychus almendaresi \| \| \| \| \| \| Phaenolabrorychus anisitsi \| \| \| \| |
|                   | Phaenolabrorychus almendaresi                                                                |
|                   |                                                                                              |
|                   | Phaenolabrorychus anisitsi                                                                   |
|                   |                                                                                              |